# Passiondale
Passiondale – ósmy album studyjny holenderskiej grupy muzycznej God Dethroned. Wydawnictwo ukazało się 24 kwietnia 2009 roku nakładem wytwórni muzycznej Metal Blade Records. W ramach promocji do pochodzących z płyty utworów "Drowning In Mud" i "Poison Fog" zostały zrealizowane teledyski.

## Lista utworów
Opracowano na podstawie materiału źródłowego.
1. "The Cross of Sacrifice" – 01:05
2. "Under a Darkening Sky" – 03:59
3. "No Man's Land" – 03:14
4. "Poison Fog" – 06:39
5. "Drowning in Mud" – 03:44
6. "Passiondale" – 04:05
7. "No Survivors" – 03:51
8. "Behind Enemy Lines" – 03:38
9. "Fallen Empires" – 04:49
10. "Artifacts of the Great War" – 02:57